# Giovanni Maria Trabaci
Giovanni Maria Trabaci (Montepeloso, 1575 – Napoli, 31 dicembre 1647) è stato un compositore e organista italiano, attivo durante la prima era barocca.

## Biografia
Nato a Montepeloso, ora Irsina, provincia di Matera, Trabaci era figlio di Antonio e Ippolita Galluccio. Il 1º dicembre 1594, grazie alla sua piacevole voce da tenore, fu nominato cantante della Capella della Santa Casa dell'Annunziata di Napoli, dove C. Lombardi era maestro di cappella e Ascanio Mayone e G. Marancia erano rispettivamente primo e secondo organista. Contemporaneamente egli fu attivo come organista presso l'Oratorio dei Filippini, dove nel 1597 venne inaugurato un nuovo organo. 
Dalle dediche presenti nelle Villanelle et arie alla napolitana (1606) e nel Secondo Libro de Madrigali a 5 voci (1611) è possibile dedurre che all'epoca fosse al servizio anche della famiglia di Ottavio Di Capua Del Balzo. Il 30 ottobre 1601 succedette a Benedetto Narduccio come organista nella cappella del palazzo reale del viceré spagnolo, posizione precedente tenuta dallo spagnolo Cristobal Obregon e dal fiammingo Jean de Macque (il quale nel 1599 era diventato direttore della cappella). 
Nel 1602 venne nominato secondo organista Mayone e nel settembre del 1614, succedendo a De Macque, assunse la carica di maestro di cappella, posto che terrà per tutta la vita. Come accadde analogamente alcuni decenni prima per la Cappella musicale della Basilica di San Marco di Venezia, Trabaci diede inizio alla serie di maestri di nazionalità napoletana: infatti precedentemente i vari direttori della cappella provenivano tutti dall'estero: D. Ortiz (1555-1570), F. Martinez de Loscos (1570-1583), B. Le Roy (1583-1598) e infine de Macque (1599-1614). Dal 1625 al 1630 fu anche, per la seconda volta, organista all'Oratorio dei Filippini. Alla direzione della cappella reale napoletana succedette Andrea Falconieri.

## Considerazioni sull'artista
Trabaci fu principalmente noto per i suoi lavori con la musica per strumenti a tastiera, che includono ricercari, canzoni e toccate. L'uso delle dissonanze è estremamente moderno per l'epoca, in particolare nei pezzi Durezze et Ligature e Consonanze Stravaganti e questo influenzerà in particolar modo lo stile di Girolamo Frescobaldi. Le sue canzoni alla francese sono caratterizzate da un tessuto contrappuntistico molto complesso e tutte sono suddivise in varie sezioni cambiando anche l'indicazione di tempo, solitamente 3/2. Solo le sue toccate hanno un incipit di carattere fantasioso per poi avere vari fugati. Egli inoltre scrisse numerose composizioni vocali sacre e profane.

## Composizioni

### Musica sacra vocale
- 21 Motectorum, per 5-6 voci e 8 voci
- 8 rithmis, per 5 voci
- 3 Missarum et 6 motectorum, per 4 voci
- 21 Psalmarum pro vesperis et completario totius anni, cum 4 antiphonis et 4 missae, per 4 voci
- Sylvae amonicae
- 23 Hinni e 23 motetti, per 8 voci e basso continuo
- 13 Psalmi vespertini cum 6 rithmis, per 4 voci
- 13 Motetti, per 5 voci (1634)
- 4 Passionem
- 4 Messe
- Laudaum, per 4 voci
- Salmo, per 4 voci

### Musica profana vocale
- Il primo libro de (21) madrigali (per 5 voci
- (14) Villanelle et arie alla napolitana a 3 e a 4 (per 2-3 voci
- Il secondo libro de (20) madrigali (per 5 voci
- Madrigale per 5 voci
- Solo aria e aria, per 3 voci

### Musica per tastiera
- Ricercate, canzone francese, capricci, canti fermi, gagliarde, partite diverse, toccate, durezze e ligature, e un madrigale passagiato nel fine (1603, Napoli)
- Il secondo libro de ricercate & altri varij capricci (1615, Napoli)
- 7 galliarde
- 100 versi sopra li Otto Finali Ecclesiastici